# コルビー・コヴィントン
￼コルビー・コヴィントン（Colby Covington、1988年2月22日 - ）は、アメリカ合衆国の男性総合格闘家。カリフォルニア州クローヴィス出身。MMAマスターズ所属。元UFC世界ウェルター級暫定王者。UFC世界ウェルター級ランキング10位。コルビー・コビントンとも表記される。

## 来歴
サーストン高校時代からレスリングでオレゴン州王者になるなど活躍し、アイオワ・セントラル・コミュニティ・カレッジに進学。当時のルームメイトは、後のUFC世界ライトヘビー級王者ジョン・ジョーンズだった。ジュニアカレッジでNJCAA王者になるなど実績を積んだ後、アイオワ大学に編入したが、飲酒運転で逮捕されるなど私生活の問題があり、母親の助言もあって地元のオレゴン州立大学に移った。オレゴン州立大学ではNCAAディビジョン1のオールアメリカンに選出された。
その後アメリカン・トップチームのオーナー、ダン・ランバートにレスリングコーチとして招聘されたことをきっかけに総合格闘技のトレーニングを始め、2012年にプロデビュー。

### UFC
2014年8月23日、UFC初参戦となったUFC Fight Night: Bisping vs. Leでワン・アンインと対戦し、1R終了間際にパウンドでギブアップを奪いTKO勝ち。
2015年12月12日、UFC 194でワーレイ・アウヴェスと対戦し、タックルを仕掛けた際にギロチンチョークを極められ1R一本負け。キャリア初黒星を喫した。コヴィントンは後のインタビューで試合前に肋骨を骨折していたと語り、レフェリーストップ直後に肋骨を抑える仕草を見せていた。
2017年6月17日、UFC Fight Night: Holm vs. Correiaでウェルター級ランキング7位のキム・ドンヒョンと対戦し、3-0の判定勝ち。
2017年10月28日、UFC Fight Night: Brunson vs. Machidaでウェルター級ランキング3位のデミアン・マイアと対戦し、マイアの13度に渡るタックルを全て防ぎ、スタンドで圧倒して3-0の判定勝ち。

#### UFC世界暫定王座獲得
2018年6月9日、UFC 225のUFC世界ウェルター級暫定王座決定戦で元UFC世界ライト級王者でウェルター級ランキング1位のハファエル・ドス・アンジョスと対戦。プレッシャーを掛け続け、ペースを崩すことなくフルラウンドを戦い抜き3-0の5R判定勝ち。暫定王座獲得に成功した。

#### 暫定王座剥奪
2018年9月8日、UFC 228のUFC世界ウェルター級王座統一戦で正規王者のタイロン・ウッドリーと対戦する予定だったが、コヴィントンは鼻の手術を受けた影響で試合を行うことが出来ず、暫定王座を剥奪された。
2019年8月3日、約1年2か月ぶりの復帰戦となったUFC on ESPN: Covington vs. Lawlerで元UFC世界ウェルター級王者でウェルター級ランキング11位のロビー・ローラーと対戦し、ほぼ一方的にローラーを攻め続けて3-0の5R判定勝ち。試合後には、コメンテーターとして来場していたUFC世界ウェルター級王者カマル・ウスマンと舌戦を繰り広げた。
2019年12月14日、UFC 245のUFC世界ウェルター級タイトルマッチで互いに挑発行為を繰り返していた王者カマル・ウスマンに挑戦。序盤から激しい打撃戦を繰り広げるも、3Rにウスマンのパンチで顎を骨折し、5R終盤に右ストレートでダウンを奪われ、立ち上がったところに再び右ストレートでダウンを奪われて追撃のパウンドでTKO負け。王座獲得に失敗したものの、ファイト・オブ・ザ・ナイトを受賞した。
2020年9月19日、UFC Fight Night: Covington vs. Woodleyでウェルター級ランキング5位のタイロン・ウッドリーと対戦し、5Rにグラウンドで下になったウッドリーが肋骨を負傷しタップアウト勝ち。試合後には、ドナルド・トランプ大統領から電話で祝勝を受けた。
2021年11月6日、UFC 268のUFC世界ウェルター級タイトルマッチで王者カマル・ウスマンと再戦。2Rに左フックで2度ダウンを奪われ、3Rからは接戦を繰り広げたものの、僅差で0-3の5R判定負け。王座獲得に失敗した。試合直後には、長年に渡って因縁のあったウスマンと握手を交わし敬意を表した。
2022年3月5日、UFC 272でウェルター級ランキング6位のホルヘ・マスヴィダルと対戦。4Rに右フックを効かされるものの、テイクダウンとグラウンドの攻防で終始優勢に立って3-0の5R判定勝ち。ファイト・オブ・ザ・ナイトを受賞した。
2023年12月16日、約1年9カ月ぶりの試合となったUFC 296のUFC世界ウェルター級タイトルマッチで王者レオン・エドワーズに挑戦し、0-3の5R判定負け。王座獲得に失敗した。
2024年12月14日、UFC on ESPN: Covington vs. Buckleyでウェルター級ランキング9位のホアキン・バックリーと対戦し、1Rにタックルを仕掛けた際にカウンターの右アッパーで右の上瞼をカットし、3RにドクターストップでTKO負け。キャリア初の連敗となった。

## 人物・エピソード
- トラッシュ・トーカーとして有名で、これまで数々の物議を醸す発言やトラブルを起こしている。
  - ブラジル大会でデミアン・マイア戦に勝利した後、自身にブーイングを浴びせるマイアの地元サンパウロの観客を「ブラジルはゴミ溜めだ」「お前ら全員汚い動物だ」等と罵った[19]。後のインタビューで、自身の堅実なファイトスタイルと性格を好まなかったUFC側から勝ち負けに関わらず契約延長をしないと試合前に告知を受けていたため、自身のプロモートのためにトラッシュ・トークをしたと語り、このトラッシュ・トークがキャリアのターニングポイントになったとも語っている[20]。
  - オーストラリア大会の会場近くで、すれ違ったファブリシオ・ヴェウドゥムに向かって「汚いブラジル人」と罵り、腹を立てたヴェウドゥムからお土産のブーメランを投げつけられる乱闘騒ぎを起こした[21]。
  - UFC 245の記者会見で、対戦相手カマル・ウスマンがかつて所属していたブラックジリアンズの創設者で、2018年9月20日に心臓発作で逝去したグレン・ロビンソンを「心臓発作はお前（ウスマン）が俺から逃げ続けたから起こった」「地獄から試合を見守っているだろう」と罵った[22]。
  - ロビー・ローラー戦後の勝利者インタビューで、ローラーの親友でトラックを運転中に列車と接触事故を起こし頭部に重傷を負った元UFC世界ウェルター級王者マット・ヒューズを「今夜俺たちが学んだ教訓を話そう。ロビーは親友のマット・ヒューズから学ぶべきだった。『コルビー・トレイン』や『トランプ・トレイン』であろうと、列車が通過するときは線路から離れろ」と罵った[23]。
  - 2019年3月3日、コヴィントンがカジノのビュッフェの列に並んでいたところ、カマル・ウスマンとウスマンのマネージャーであるアリ・アブデルアジズが突如来てコヴィントンに喧嘩をふっかけ一触即発の事態となった[24][25]。
  - ホルヘ・マスヴィダルとはお互いのセコンドに付き合う親友同士であったが、コヴィントンのトラッシュトークが原因で確執が生まれ、現在は対立している[26]。また、他のチームメイトともいざこざを起こしプロデビュー前から長年在籍していたアメリカン・トップチームを2020年5月に離脱した[27]。
  - 2022年3月22日、マイアミのステーキハウスで食事を終えレストランから出たところをマスヴィダルに襲撃され、顔面を2発殴打された。コヴィントンは歯を一本折られ手首に擦り傷を負い、着用していたロレックスの腕時計に15000ドル相当の損害を加えられるなどの被害に遭った。マスヴィダルは事件の2日後に逮捕され、加重暴行罪と器物損壊罪で起訴された。2023年11月6日、マスヴィダルは司法取引に応じ、軽罪の暴行罪を認める代わりに2件の重罪が取り下げられた[28][29][30]。
  - UFC 296の試合前記者会見で、対戦相手レオン・エドワーズに対して「お前を地獄の第七圏へ連れて行ってやる。そこでお前の父親（エドワーズの父親は様々な犯罪に関与し、エドワーズが13歳の時にナイトクラブで射殺されている）に挨拶できるだろう」と罵り、怒ったエドワーズからボトルを投げつけられ乱闘寸前の騒ぎを起こした[31][32]。
- ドナルド・トランプ大統領の支持者で、公の場に出る時にはトランプ大統領が掲げるスローガン「Make America Great Again」の赤い帽子を常にかぶりトレードマークにしている。
- 2018年8月にはUFC世界ウェルター級暫定王座のベルトを持ってホワイトハウスを訪問し、トランプ大統領との面会を果たした[33]。
- UFC on ESPN: Covington vs. Lawlerでのロビー・ローラーとの一戦ではトランプ大統領から直々にSNSを通して激励の言葉を贈られ、試合後には電話で祝勝を受けた。また試合会場には息子のドナルド・トランプ・ジュニア、エリック・トランプが応援に駆けつけ最前列で観戦した[34]。
- UFC 245の事前共同記者会見では、ドナルド・トランプ・ジュニアの著書を持参し、質問が他の選手へ向けられている間には、その本を取り出して読み出すパフォーマンスを行った[35]。ドナルド・トランプ・ジュニアもコヴィントンのことを親友だと語り、コヴィントンが試合をする際には入場を共にしたいとインタビューで答えている[36]。
- トラッシュ・トーカーとして悪評が高い一方で、チームメイトのテンバ・ゴリンボは、UFCデビュー戦で敗れた後にMMAマスターズへ移籍し生活に困窮していた時期に、コヴィントンがゴリンボのためにジムへ食べ物を持ってきてくれたと明かしており「人々は彼に対して好き勝手言うが、彼は素晴らしい人間だ」と語っている[37]。
- WWEスター選手であるカート・アングルのテーマ曲『Medal』を入場曲にしており、コヴィントンが入場する際にはカートと同じように曲に合わせて「You Suck!!」と観客から掛け声が上がる[38]。
- 右肩に漢字で「武士道」とタトゥーを入れている。

## 戦績
| 総合格闘技 戦績 | 総合格闘技 戦績 | 総合格闘技 戦績 | 総合格闘技 戦績 | 総合格闘技 戦績 | 総合格闘技 戦績 | 総合格闘技 戦績 |
| --------------- | --------------- | --------------- | --------------- | --------------- | --------------- | --------------- |
| 22 試合         | (T)KO           | 一本            | 判定            | その他          | 引き分け        | 無効試合        |
| 17 勝           | 4               | 4               | 9               | 0               | 0               | 0               |
| 5 敗            | 2               | 1               | 2               | 0               | 0               | 0               |

| 勝敗 | 対戦相手                     | 試合結果                             | 大会名                                                                | 開催年月日     |
| ×    | ホアキン・バックリー         | 3R 4:42 TKO（ドクターストップ）      | UFC on ESPN 63: Covington vs. Buckley                                 | 2024年12月14日 |
| ×    | レオン・エドワーズ           | 5分5R終了 判定0-3                    | UFC 296: Edwards vs. Covington 【UFC世界ウェルター級タイトルマッチ】  | 2023年12月16日 |
| ○    | ホルヘ・マスヴィダル         | 5分5R終了 判定3-0                    | UFC 272: Covington vs. Masvidal                                       | 2022年3月5日   |
| ×    | カマル・ウスマン             | 5分5R終了 判定0-3                    | UFC 268: Usman vs. Covington 2 【UFC世界ウェルター級タイトルマッチ】  | 2021年11月6日  |
| ○    | タイロン・ウッドリー         | 5R 1:19 TKO（肋骨の負傷）            | UFC Fight Night: Covington vs. Woodley                                | 2020年9月19日  |
| ×    | カマル・ウスマン             | 5R 4:10 TKO（右ストレート→パウンド） | UFC 245: Usman vs. Covington 【UFC世界ウェルター級タイトルマッチ】    | 2019年12月14日 |
| ○    | ロビー・ローラー             | 5分5R終了 判定3-0                    | UFC on ESPN 5: Covington vs. Lawler                                   | 2019年8月3日   |
| ○    | ハファエル・ドス・アンジョス | 5分5R終了 判定3-0                    | UFC 225: Whittaker vs. Romero 2 【UFC世界ウェルター級暫定王座決定戦】 | 2018年6月9日   |
| ○    | デミアン・マイア             | 5分3R終了 判定3-0                    | UFC Fight Night: Brunson vs. Machida                                  | 2017年10月28日 |
| ○    | キム・ドンヒョン             | 5分3R終了 判定3-0                    | UFC Fight Night: Holm vs. Correia                                     | 2017年6月17日  |
| ○    | ブライアン・バーバリーナ     | 5分3R終了 判定3-0                    | UFC on FOX 22: VanZant vs. Waterson                                   | 2016年12月17日 |
| ○    | マックス・グリフィン         | 3R 2:18 TKO（パウンド）              | UFC 202: Diaz vs. McGregor 2                                          | 2016年8月20日  |
| ○    | ジョナサン・ムニエ           | 3R 0:54 リアネイキドチョーク         | UFC Fight Night: MacDonald vs. Thompson                               | 2016年6月18日  |
| ×    | ワーレイ・アウヴェス         | 1R 1:26 ギロチンチョーク             | UFC 194: Aldo vs. McGregor                                            | 2015年12月12日 |
| ○    | マイク・パイル               | 5分3R終了 判定3-0                    | UFC 187: Johnson vs. Cormier                                          | 2015年5月23日  |
| ○    | ヴァグネル・シウバ           | 3R 3:26 リアネイキドチョーク         | UFC Fight Night: Shogun vs. St. Preux                                 | 2014年11月8日  |
| ○    | ワン・アンイン               | 1R 4:50 TKO（パウンド）              | UFC Fight Night: Bisping vs. Le                                       | 2014年8月23日  |
| ○    | ジェイ・エリス               | 1R 2:49 肩固め                       | AFC 21: The Return                                                    | 2014年5月16日  |
| ○    | ホセ・カセレス               | 5分3R終了 判定3-0                    | CFA 12: Sampo vs. Thao                                                | 2013年10月12日 |
| ○    | ジェイソン・ジャクソン       | 5分3R終了 判定3-0                    | Fight Time 10: It's Personal                                          | 2012年7月22日  |
| ○    | デイビッド・ハイエス         | 2R 1:42 肩固め                       | Fight Time 9: MMA Explosion                                           | 2012年4月27日  |
| ○    | クリス・エンスリー           | 1R 1:21 ギブアップ（右膝の負傷）     | Midtown Throwdown 3                                                   | 2012年2月11日  |

## 獲得タイトル
- NJCAA王者（2007年）
- グラップリング世界選手権 ノーギ77kg級 優勝（2013年）
- UFC世界ウェルター級暫定王座（2018年）

## 表彰
- UFC ファイト・オブ・ザ・ナイト（2回）
- レスリングNJCAA オールアメリカン（2007年）
- レスリングNACC ディヴィジョン1 オールアメリカン（2011年）

## ペイ・パー・ビュー販売件数
| 開催年月日    | イベント                                               | 販売件数 | 備考         |
| ------------- | ------------------------------------------------------ | -------- | ------------ |
| 2021年11月6日 | UFC 268: カマル・ウスマン vs. コルビー・コヴィントン 2 | 70万件   | ESPN+ 米国内 |